# Aperileptus inauguralis
Aperileptus inauguralis är en stekelart som beskrevs av Pierre L. G. Benoit 1955. Aperileptus inauguralis ingår i släktet Aperileptus och familjen brokparasitsteklar. Inga underarter finns listade i Catalogue of Life.